# Bericht durch Pommern
Der Bericht durch Pommern mit dem Untertitel was newlichst vorgangen war eine Wochenzeitung, die im 17. Jahrhundert in Stettin oder Danzig erschien. 
Von der Zeitung sind Exemplare aus den 1630er Jahren erhalten, und zwar in der Universitätsbibliothek Greifswald aus den Jahrgängen 1636 und 1637, in der Stadtbibliothek Danzig aus den Jahrgängen 1632 und 1635 sowie mehrere Nummern in der Königlichen Bibliothek Stockholm (Stand 1936).
Die Zeitung nennt keinen Verlagsort. Der Historiker Johannes Luther (1861–1954) nahm als Erscheinungsort Stettin an, dann würde es sich um die älteste bekannte Zeitung Pommerns handeln. Nach einer anderen Vermutung erschien sie in Danzig.
Die Zeitung enthält Berichte aus dem Reich und dem Ausland. Die meisten Ausgaben beginnen mit einem Bericht aus Stettin. Breiten Raum nimmt die Berichterstattung über den seit 1618 geführten Dreißigjährigen Krieg ein. 